# Picong
Picong is een gemeente in de Filipijnse provincie Lanao del Sur in het noorden van het eiland Mindanao. Bij de laatste census in 2007 had de gemeente ruim 23 duizend inwoners.

## Geschiedenis
In 2006 werd de naam van deze gemeente gewijzigd van Sultan Gumander in Picong.

## Geografie

### Bestuurlijke indeling
Picong is onderverdeeld in de volgende 19 barangays:
| - Anas - Bara-as - Biasong - Bulangos - Durian - Ilian - Liangan - Maganding - Maladi - Mapantao | - Micalubo - Mimbalawag - Pindolonan - Punong - Ramitan - Torogan - Tual - Tuca - Ubanoban |

## Demografie
Picong had bij de census van 2007 een inwoneraantal van 23.487 mensen. Dit zijn 11.257 mensen (92,0%) meer dan bij de vorige census van 2000. De gemiddelde jaarlijkse groei komt daarmee uit op 9,42%, hetgeen veel hoger is dan het landelijk jaarlijks gemiddelde over deze periode (2,04%). Vergeleken met de census van 1995 is het aantal mensen met 12.984 (123,6%) toegenomen.

De bevolkingsdichtheid van Picong was ten tijde van de laatste census, met 23.487 inwoners op 280 km², 83,9 mensen per km².